# Майоров, Николай Петрович (Герой Российской Федерации)
Никола́й Петро́вич Майо́ров (род. 15 февраля 1958, деревня Высоково, Ивановская область, РСФСР, СССР) — Герой Российской Федерации, гвардии полковник запаса, командир 331-го гвардейского парашютно-десантного полка 98-й гвардейской Свирской воздушно-десантной дивизии (1997—2000).

## Биография
Родился 15 февраля 1958 года.
В 1975 году после окончания школы поступил в Рязанское высшее воздушно-десантное командное училище, которое окончил в 1979 году. После этого служил в различных частях ВДВ. В 1990 году окончил Военную академию имени М. В. Фрунзе. С 1991 года был командиром 3 батальона 331-го пдп, с июля по ноябрь 1992 года командовал сводным батальоном 331-го полка в Приднестровье. В 1998 году был назначен командиром 331-го гвардейского парашютно-десантного полка 98-й гвардейской воздушно-десантной дивизии. С 17 сентября 1999 по 20 марта 2000 года руководил действиями 331-го полка в ходе Второй чеченской войны. Кроме этого под руководством полковника Майорова, в июне 1999 года был сформирован и отправлен в Косово 2-й парашютно-десантный батальон для участия в составе многонациональных миротворческих сил. В 2000 году полковник Майоров возглавлял пешую коробку 331 полка на параде в честь 55-й годовщины Победы.
Указом Президента Российской Федерации от 16 марта 2000 года полковнику Майорову Николаю Петровичу было присвоено звание Героя Российской Федерации.
После возвращения из Чечни Николай Майоров продолжил службу в ВДВ, занимал должность заместителя командира 98-й дивизии.
В начале 2000-х годов был уволен в запас. После увольнения работал в администрации Костромской области.
Поддержал вторжение России на Украину
В 2024 году был доверенным лицом кандидата в президенты России Владимира Путина.

## Награды
- Герой Российской Федерации (16 марта 2000)
- Орден Мужества (22 января 2000)
- Почётный гражданин Костромской области (5 июля 2019) — за выдающиеся достижения в деятельности, направленные на развитие военно-патриотического движения в Костромской области, активную общественную деятельность и общепризнанный авторитет у жителей Костромской области
- Орден «За службу Родине в Вооружённых Силах СССР» 3-й степени
- Медали